# Valle de las Palmas
Valle de las Palmas („A Pálmák Völgye”) egy félig szellemvárossá vált település Mexikó Alsó-Kalifornia államában. 2010 előtt még 2000 főnél is kisebb volt a lakossága, viszont úgy tervezték, hogy az elkövetkező évtizedekben egy milliós nagyvárossá fejlesztik. 2014-re azonban a terv csődbe ment, az addigra ide költözött lakók nagy része visszatért a közeli nagyvárosokba.

## Története
Az 1919-ben alapított település csaknem 90 éven keresztül falusias, vidéki jellegű volt, még szilárd burkolatú útjai sem voltak. Azonban 2007-ben a kormány jóváhagyta az Urbi ingatlanfejlesztő vállalat tervét, miszerint a Tijuanától délkeletre fekvő völgyben hatalmas lakásépítési program induljon. A tervek szerint 2030-ig egy Tijuanával összemérhető nagyságú, tehát milliós nagyvárosnak kellett volna épülnie itt, mely minden tekintetben figyelembe vette volna a fenntarthatóság kritériumait, többek között a hulladék újrahasznosítását és a megújuló energiaforrások kiaknázását. Ennek köszönhetően tőkét is kovácsoltak volna a csökkentett széndioxid-kibocsátással felszabaduló kvóták eladásából.
Az Urbi megállapodásokat kötött emellett Alsó-Kalifornia és Tijuana vezetőségével is, valamint a Világbankkal is. Az első 3 évben (2010-ig) mintegy 10 000 lakás meg is épült. A közeli Tacoma autógyár mellett (ahol a Toyota működik) újabb ipari létesítményeket építettek folyamatosan, és 2007-ben ide települt az Alsó-Kaliforniai Egyetem (Universidad Autónoma de Baja California) egyik campusa is, kezdetben mintegy 4000 diákkal.
2014-re azonban nyilvánvalóvá vált az építtető cégek csődje. Hiába költözött már 5000 család a városba, a felépült házakból hiányoztak a legalapvetőbb közszolgáltatások is, nem volt sem víz, sem áram, sem közvilágítás, ezért legtöbben elhagyták Valle de las Palmast.

## Elhelyezkedés
A város Tijuanától mintegy 20–25 km-re fekszik délkeleti irányban, az Ensenada és Tecate között vezető országos 3-as főút mellett. A völgytalp 200-300 méteres magasságú, a környező hegyek 600-800 méteresek.